# Anita Page
Anita Evelyn Pomares, conocida como Anita Page (Nueva York, 4 de agosto de 1910-Los Ángeles, 6 de septiembre de 2008), fue una actriz estadounidense.

## Biografía
Anita Evelyn Pomares era hija de Marino Leo Pomares, Sr. (de Brooklyn) y Maude Evelyn Mullane. Tenía un hermano, Marino Jr., que más tarde trabajó para ella como instructor de gimnasia mientras su madre trabajó como su secretaria y su padre como su chófer. Marino Pomares, el abuelo paterno de Page, era español y trabajó como cónsul en El Salvador; su abuela paterna, Ana Muñoz, también era de origen español (concretamente, castellano). El origen de su madre era yankee y francés. En sus comienzos figuró como Anita Ríos.
Primero se le ofreció un contrato con la productora Metro-Goldwyn-Mayer, con la que filmó varias películas y actuó con grandes estrellas. Para 1930 ya se había convertido en una de las actrices más importantes. Inició su carrera artística en el cine mudo, iniciando en 1925 hasta 1933, cuando se retira para dedicar más tiempo a su familia. En 1936 actúa en Hitch Hike to Heaven.
Regresó 27 años después, en 1963 para actuar en Saint Mike. Treinta y tres años después, en 1996, vuelve para participar en Sunset After Dark y luego siguió hasta sus últimos días actuando en 5 películas más.
En el momento de su muerte, era una de las pocas personas que llegaron al siglo XXI tras haber actuado de adultas (aunque joven) en el cine mudo (Barbara Kent, Dorothy Janis y Miriam Seegar son algunas de las otras). Era también la única sobreviviente de entre quienes asistieron a la primera ceremonia de entrega de los premios Oscar en 1929.
Falleció a los 98 años en Los Ángeles, California el 7 de septiembre de 2008, siendo enterrada en el Holy Cross Cemetery, en San Diego.
Se casó en 1934 con el compositor Nacio Herb Brown y, en segundas nupcias en 1937, con Herschel A. House, con el que tuvo dos hijas, Linda y Sandra.

## Filmografía
- Frankenstein Rising (2008)
- Bob's Night Out (2004)
- Mumsie (2003)
- The Crawling Brain (2002)

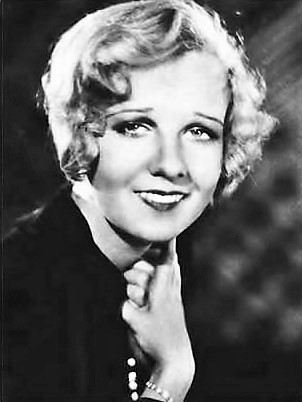
Anita Page en 1930.

- Witchcraft XI: Sisters in Blood (2000)
- Sunset After Dark (1996)
- Saint Mike (1963)
- Hitch Hike to Heaven (1936)
- I Have Lived (1933)
- The Big Cage (1933)
- Soldiers of the Storm (1933)
- Jungle Bride (1933)
- Prosperity (1932)
- Skyscraper Souls (1932)
- Night Court (1932)
- Are You Listening? (1932)
- Under Eighteen (1932)
- Sidewalks of New York (1931)
- Gentleman's Fate (1931)
- The Easiest Way (1931)
- Reducing (1931)
- War Nurse (1930)
- Little Accident (1930)
- Our Blushing Brides (1930)
- Caught Short (1930)
- Free and Easy (1930)
- Great Day (1930)
- Navy Blues (1929)
- Speedway (1929)
- Our Modern Maidens (1929)
- The Broadway Melody (1929)
- The Flying Fleet (1929)
- West of Zanzibar (1928)
- While the City Sleeps (1928)
- Our Dancing Daughters (1928)
- Telling the World (1928)
- Beach Nuts (1927)
- Love Em and Leave Em (1926)
- A Kiss for Cinderella (1925)